# Idyla ze staré Prahy
Idyla ze staré Prahy je název nedochovaného českého němého filmu, který v roce 1913 natočil pro svou společnost ASUM architekt a jeden z průkopníků české kinematografie Max Urban, a ve kterém hlavní roli vytvořila jeho manželka Andula Sedláčková.

## Synopse
O obsahu tohoto snímku se nedochovaly žádné údaje, filmové materiály jsou pokládány za ztracené. Je však známo, že Max Urban psal scénáře svých filmů pro svoji manželku a že jejich úroveň byla přinejlepším průměrná.

## Obsazení
| Karel Váňa               | zahradník      |
| Andula Sedláčková        | role neuvedena |
| Miloš Vávra              | role neuvedena |
| Lída Sudová              | role neuvedena |
| Zdenka Rydlová-Kvapilová | role neuvedena |
| Alois Sedláček           | role neuvedena |

## Produkce
Romantický středometrážní snímek Idyla ze staré Prahy natočil v roce 1913 pro svou společnost ASUM architekt Max Urban. Premiéru si však film odbyl až na sklonku první světové války. Film byl natočen ve fotoateliéru firmy Langhans, pro exteriéry zašli filmaři na Staré Město a do Lobkovické zahrady v Praze. Hlavní role ve snímku vytvořila režisérova manželka, významná herečka Andula Sedláčková a lékař a příležitostný filmový herec Miloš Vávra. V historii české kinematografie je snímek zapsán naším nejstarším dochovaným filmovým plakátem. Jeho autorem je akademický malíř Josef Wenig.